# Эшебург
Эшебург (нем. Escheburg) — община в Германии, в земле Шлезвиг-Гольштейн. 
Входит в состав района Герцогство Лауэнбург. Подчиняется управлению Хоэ Эльбгест.  Население составляет 3354 человека (на 31 декабря 2010 года). Занимает площадь 8,91 км².